# Admétosz (Pherész fia)
Admétosz (görög betűkkel Ἄδμητος) a görög mitológiában a thesszáliai Pherai királya, akinél az Olümposzról száműzött Apollón büntetését töltötte kilenc éven át. Neve görögül kérlelhetetlent jelent. Pherész és Periklümené fia, Lükurgosz testvére.
Mivel Admétosz igen jól bánt Apollónnal, az isten a kegyeibe fogadta, és megígérte neki, hogy amikor eljön Admétosz halálának órája, valaki önként meghalhat helyette. Letelt a kilenc év, és Apollón visszatért az Olümposzra. Történt egyszer, hogy Admétosz beleszeretett Alkésztiszbe, Peliász király leányába. A lány apja azonban azt mondta Admétosznak, hogy csak akkor adja áldását frigyükre, ha a leánya kezét úgy jön a királyi udvarba megkérni, hogy szekerét oroszlánok és vadkanok húzzák. Admétosz áldozatot mutatott be Apollónnak, aki segítségére sietett egykori gazdájának, és isteni segítséggel Admétosz megszerezte Alkésztiszt.
Amikor eljött Admétosz utolsó órája, felesége át akarta venni férje helyét, ám az éppen ott lévő Héraklész megakadályozta halálukat, így tovább élhették együtt életüket.
A mítoszt Euripidész egyik drámájában dolgozta fel.